# Torquemada (Hugo)
Torquemada je romantická antiklerikální divadelní hra francouzského prozaika, dramatika a básníka Victora Huga. Námětem hry je španělská inkvizice a její náboženský fanatismus ztělesněný velkým inkvizitorem Tomásem de Torquemadou. Hugo přistoupil k napsání hry po dlouhém studiu historických pramenů a dokončil ji v červnu roku 1869 v exilu na ostrově Guernsey. Kvůli zákazu mohl Hugo hru vydat až roku 1882.
Vydání hry způsobilo velký rozruch a výrazně protichůdnou a velmi ostrou diskuzi. Katolická církev proti hře silně protestovala jako proti pomluvě papežství a španělské monarchie a o Hugovi hovořili jako o odpadlíkovi a sprosťákovi. Demokratický tisk naopak považoval tuto hru za vrchol Hugova dramatického díla s formálně dokonalým veršem a se skvělým vystižením psychologie náboženského fanatismu. Hugovo pojetí grotesknosti a protikladů vyznívá v této hře mimořádně hrůzně. Obrovité a úděsné symboly monarchie a katolické církve se dostávají ve hře do kontrastu s postavami mladých milenců, kteří představují čisté, přirozené lidství. Samotný Torquemada, představující až ďábelské zlo, je konfrontován se svatým Františkem z Pauly, který se k věřícím chová s láskou a pochopením.
Pro svůj antiklerikalismus nebyla hra na francouzských jevištích dlouho uváděna i ve dvacátém století.

## Obsah hry
Hra se odehrává koncem 15. století ve Španělsku za vlády Ferdinanda Aragonského a Isabely Kastilské. Fanatický dominikánský mnich Torquemada, jehož cílem je spasit lidi tím, že je bude upalovat na hranici, je jako kacíř odsouzen k smrti a pohřben za živa v kobce. Dvojice mladých nevinných milenců, don Sancho de Salinas a doňa Rosa de Orthez, jej náhodou zachrání, když se jim podaří pomocí železného kříže, který Sancho vytrhne z blízkého hrobu, odvalit kámen zakrývající vchod do kobky.
Torquemada odejde do Říma a u bezbožného a cynického papeže Alexandra VI. Borgii dosáhne zrušení církevního rozsudku a získá od něj příkaz, aby se vrátil do Španělska a docílil tam vyhnání Židů. Díky lhostejností španělshého královského páru dosáhne Torquemada toho, že se stane velkým inkvizitorem a pod jeho vedením dochází k hrůzným inkvizičním procesům.
Mezitím se král Ferdinand zamiluje do doni Rosy a chce oba milence rozdělit. Oba proto hledají úkryt u Torquemady, kterého zachránili před smrtí. Když mu vypráví, jak vypáčili křížem kamenné víko jeho hrobky, je Torquemada zděšen tímto podle něho neuvěřitelným rouháním a předá je inkvizičnímu soudu, kde je čeká rozsudek smrti upálením.

## Česká vydání
- Torquemada, Jan Otto, Praha 1902, přeložil Jan Žeranovský.
- Torquemada, Dilia, Praha 1964, přeložil Svatopluk Kadlec.
- Torquemada, obsaženo v knize Dramata, SNKLU, Praha 1964, přeložil Jiří Pechar.

## České inscenace
- Torquemada, inscenace Národní divadlo Brno, 1921, přeložil Jan Žeranovský.[3]
- Torquemada, inscenace Horáckého divadla v Jihlavě, 1955.[3]
- Torquemada, inscenace Klicperova divadla, Hradec Králové 1962[4]